# Ledbetter (Kentucky)
Ledbetter es un lugar designado por el censo ubicado en el condado de Livingston en el estado estadounidense de Kentucky. En el Censo de 2010 tenía una población de 1683 habitantes y una densidad poblacional de 125,08 personas por km².

## Geografía
Ledbetter se encuentra ubicado en las coordenadas 37°3′9″N 88°29′49″O / 37.05250, -88.49694. Según la Oficina del Censo de los Estados Unidos, Ledbetter tiene una superficie total de 13.45 km², de la cual 13.26 km² corresponden a tierra firme y (1.42%) 0.19 km² es agua.

## Demografía
Según el censo de 2010, había 1683 personas residiendo en Ledbetter. La densidad de población era de 125,08 hab./km². De los 1683 habitantes, Ledbetter estaba compuesto por el 97.8% blancos, el 0.24% eran afroamericanos, el 0.18% eran amerindios, el 0.42% eran asiáticos, el 0.3% eran isleños del Pacífico, el 0% eran de otras razas y el 1.07% pertenecían a dos o más razas. Del total de la población el 1.07% eran hispanos o latinos de cualquier raza.